# グラハム (ワシントン州)
グラハム（Graham）は、アメリカ合衆国ワシントン州ピアース郡の国勢調査指定地域である。人口は3万2658人（2020年）。シアトル郊外の新興住宅地である。

## 地理・気候
北緯47度2分23秒、西経122度16分42秒 (47.0223,-122.1642)に位置している。
アメリカ合衆国統計局によると、総面積55.5 km2 (21.4 mi2) である。このうち55.5 km2 (21.4 mi2) が陸地であり、0.0 km2 (0.0 mi2) (1.65%) が水地である。

## 人口
2010年国勢調査では、人口23,491人、2,989世帯、2,427家族が暮らしている。人口密度は407.9/km2 (157.5/mi2) である。145.6/km2 (56.2/mi2) の平均的な密度に3,120軒の住宅が建っている。この町の人種的な構成は白人90.15%、アフリカン・アメリカン1.28%、ネイティブ・アメリカン1.28%、アジア1.80%、太平洋諸島系0.50%、その他の人種0.98%、混血4.01%である。この人口の2.81%はヒスパニックまたはラテン系である。
全世帯のうち、18歳未満の子供と同居している世帯が42.5%、夫婦のみの世帯が68.8%、未婚女性の世帯が7.7%であり、18.8%は家族を持たない。個人名義の世帯主が14.3%、そのうち65歳以上が3.7%である。世帯ごとの平均人数は2.92人、家族ごとの平均人数は3.20人である。
18歳未満の未成年が30.3%、18歳以上24歳以下が6.7%、25歳以上44歳以下が32.5%、45歳以上64歳以下が24.1%、65歳以上が6.4%、平均年齢は35歳である。女性100人に対して男性は101人である。18歳以上の女性100人に対して男性は98.9人である。
この町の世帯ごとの平均的な収入は52,824 USドルであり、家族ごとの平均的な収入は55,800 USドルである。男性は45,348 USドルに対して女性は25,802 USドルの平均的な収入がある。この町の一人当たりの収入 (per capita income) は21,126 USドルである。人口の4.4%及び家族の7.6%は貧困線以下である。全人口のうち18歳未満の9.4%及び65歳以上の8.3%は貧困線以下の生活を送っている。